# 우리 앞의 생이 끝나갈때
《우리 앞의 생이 끝나갈때》는 대한민국의 음악 그룹 무한궤도의 첫번째이자 마지막 정규 앨범이다.

## 정보
신해철은 네 명의 친구들과 5인조 밴드 무한궤도를 결성해 활동하던 중 1988년 개최된 강변가요제에 홀로 출전했지만 입상에 실패했고, 이 경험을 바탕으로 연구를 하여 같은 해 12월 24일에 열렸던 MBC 대학가요제에 참가했고, 〈그대에게〉로 대상을 타게 된다. 이 후 팀은 앨범 발매를 계획하게 되었고, 신해철은 강변가요제의 참가팀 중 눈여겨 봐뒀던 '실험실'의 정석원에게 무한궤도에 들어올 것을 권유하여 그를 멤버로 영입하게 된다. 무한궤도는 이 라인업으로 첫번째이자 마지막 정규앨범을 발매하게 된다.
〈우리 앞의 생이 끝나갈 때〉는 2006년 넥스트의 《ReGame?》앨범에서 리메이크 되었다. 한편 〈여름이야기〉는 2007년 6월 신해철이 제작한 프로젝트 앨범 '고스트 온 서머 2007'에서 작곡자 김재홍의 허락없이 리메이크, 수록되었다는 내용이 알려지며 논란이 되었는데, 해당 앨범은 신해철이 제작하고 11개 밴드가 각기 곡을 리메이크 해 참여한 프로젝트 앨범으로, 밴드 Rubylight가 곡 〈여름이야기〉를 리메이크 하여 수록 되었다. 또한 영화배우 차태현 측도 2003년 자신의 2집 앨범 〈The [BU：K]〉에 김재홍과 아무런 사전 접촉없이 〈서머 스토리〉라는 이름으로 수록한 것으로 전해졌다.
무한궤도의 이름으로 발매된 유일한 앨범이지만, 88년 대학가요제에서 대상을 수상한 <그대에게>는 이 앨범에 수록되지 않았다. 추후 신해철의 솔로 2집 《Myself》, 넥스트의 라이브 실황 앨범, 《ReGame?》 등에 수록 되었으나 모두 무한궤도 해체 이후 신해철 혹은 넥스트에 의해 녹음된 것이고, 밴드 무한궤도가 녹음한 <그대에게> 음원은 《'88 MBC 대학가요제》(아세아 레코드)에만 수록되어 LP, Tape 형태로 발매되었다고 한다.

## 수록곡
| #             | 제목                                                                     | 작사          | 작곡          | 재생 시간 |
| ------------- | ------------------------------------------------------------------------ | ------------- | ------------- | --------- |
| 1.            | 〈우리 앞의 생이 끝나갈때〉                                              | 신해철        | 신해철        | 4:07      |
| 2.            | 〈여름이야기〉                                                           | 신해철        | 김재홍        | 3:41      |
| 3.            | 〈비를 맞은 천사처럼〉                                                   | 신해철        | 조현찬        | 5:02      |
| 4.            | 〈소망은 그 어디에〉                                                     | 조형곤        | 조형곤        | 4:54      |
| 5.            | 〈어둠이 찾아오면〉                                                      | 정석원        | 정석원        | 4:40      |
| 6.            | 〈조금 더 가까이〉                                                       | 신해철        | 신해철        | 3:47      |
| 7.            | 〈거리에 서면〉                                                          | 신해철        | 정석원        | 4:13      |
| 8.            | 〈슬퍼하는 모든 이를 위해〉                                              | 신해철        | 신해철        | 5:41      |
| 9.            | 〈끝을 향하여 1. 생명 그 외로운 시작 2. 삶의 전쟁터에서 3. 끝을 향하여〉 | -             | 조현문        | 5:49      |
| 10.           | 〈움직임〉                                                               |               | 조현문        | 2:20      |
| 총 재생 시간: | 총 재생 시간:                                                            | 총 재생 시간: | 총 재생 시간: | 44:14     |

## 참여
이 목록은 해당 앨범의 부클릿 〈staff〉목록에서 발췌하였다.
무한궤도
- 신해철 - 프로듀서, 보컬, 리드 기타, 백 보컬
- 조현문 - 프로듀서, 신시사이저, 시퀀서 프로그래밍, 보컬
- 김재홍 - 프로듀서, 신시사이저, 시퀀서 프로그래밍, 보컬
- 조현찬 - 프로듀서, 드럼, 타악기, 백 보컬
- 조형곤 - 프로듀서, 베이스 기타, 신시사이저 베이스, 백 보컬
- 정석원 - 프로듀서, 피아노, 신시사이저, 백 보컬

세션
- 남성교회 어린이 성가대, 김복순, 김진희 - 코러스
- 김태원 - 전기 기타(9)

스탭
- 이진영 - 믹싱
- 김호철 - 아트 디렉터
- FOCUS - 사진
- 유호철 - 매니지먼트